# 서맨사 크로퍼드

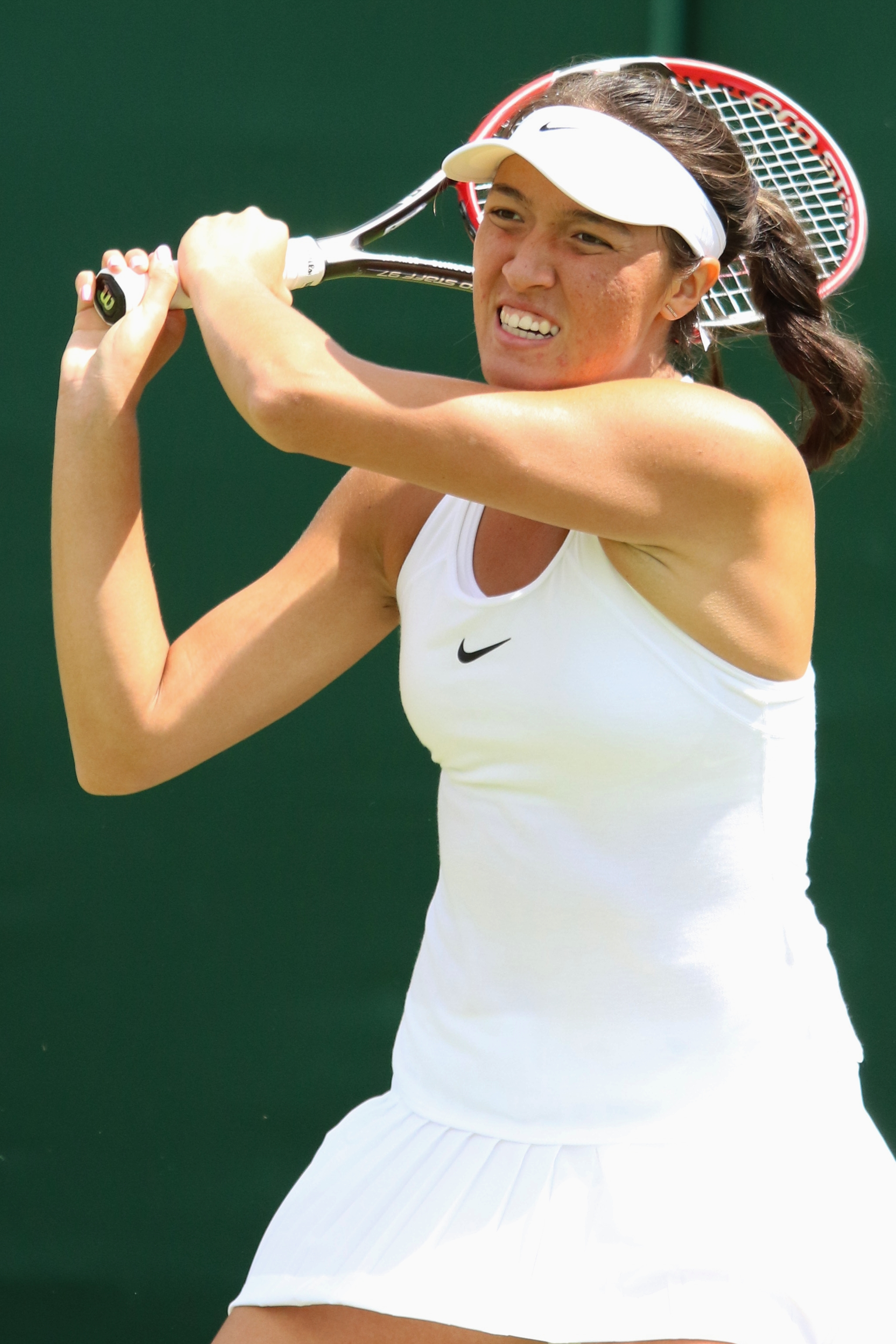
2016년 윔블던 선수권 대회에서의 크로퍼드 선수

서맨사 크로퍼드(영어: Samantha Crawford, 1995년 2월 18일 ~ )는 미국의 프로 테니스 선수이다. 애틀랜타 출신. 2012년 US 오픈 유년 여자 싱글 부문에서 에스토니아의 아네트 콘타베이트를 꺾고 우승했다.